# Vltavská filharmonie
Vltavská filharmonie je připravovaná budova koncertního sálu pro symfonickou hudbu v Praze, zamýšlené sídlo dvou pražských orchestrů – České filharmonie a Symfonického orchestru hlavního města Prahy FOK – a hudebního oddělení Městské knihovny v Praze.

## Příprava
V době plánování stavby nejvýznačnější koncertní sály v Praze spočívaly v Rudolfinu (z roku 1881) coby domovské scéně České filharmonie a Obecním domě (z roku 1912), obou disponujících kapacitou zhruba 1 200 osob.
Pro výstavbu bylo vybráno místo brownfieldu na levém břehu Vltavy v lokalitě Vltavská v oblasti transformačního území Bubny-Zátory, poblíž stanice metra Vltavská. Většina pozemků pro výstavbu byla ve vlastnictví města, část potřebných pozemků však vlastnili Správa železnic či skauti, město proto připravilo návrh směn za jiný městský majetek. V březnu 2021 město schválilo změnu územního plánu Holešovic umožňující výstavbu budovy.
Ambasadorkou projektu se stala operní pěvkyně Dagmar Pecková. Město v srpnu 2021 vybralo do mezinárodní architektonické soutěže z předložených portfolií 115 týmů či přímo oslovilo celkem 20 architektonických studií. Byla ustavena jedenáctičlenná porota, složená z 6 nezávislých odborníků, zejména architektů a urbanistů, a 5 politických zástupců města, jejímž předsedou se stal Michal Sedláček, hlavní architekt města Brna. Ta na konci dubna 2022 vybrala z 19 předložených návrhů vítězný návrh od dánského studia Bjarke Ingels Group (BIG), vedeného architekty Bjarkem Ingelsem a Brianem Yangem. Dne 17. května 2022 byl výsledek prezentován veřejnosti. Porota ocenila i další čtyři návrhy: druhé místo obsadil španělský ateliér Barrozzi Veiga ve spolupráci s českým studiem M1, třetí slovinský ateliér Bevk Perovic architekti, na čtvrtém místě skončil návrh českého týmu architekta Petra Hájka a na pátém dílo ateliéru Snøhetta se sídlem v norském Oslu a New Yorku.
V době vyhlášení výsledků architektonické soutěže se uvádělo plánované položení základního kamene v roce 2025 či zahájení stavby v roce 2027 s možným koncem v roce 2031, provoz by mohl být zahájen v roce 2032. Odhadované náklady činily 6,1 miliardy korun, v době vyhlášení výsledků architektonické soutěže se však již očekával jejich další růst vzhledem k vývoji inflace a dalším faktorům. Budova byla zamýšlena jako zázemí pro dva v Praze sídlící symfonické orchestry: Českou filharmonii a Symfonický orchestr hlavního města Prahy. Záměry počítaly s třemi sály, největším s kapacitou 1 800 osob, menším komorním sálem s 500 místy a multifunkčním sálem pro 700 osob. Dalším zamýšleným provozem v budově měla být hudební knihovna Městské knihovny v Praze, také výukové prostory, zkušebny a studia, restaurace, kavárna či vyhlídková terasa.
Koordinací projektové fáze byla rozhodnutím Rady hlavního města Prahy z poloviny dubna 2022 pověřena Pražská developerská společnost. Po dokončení projektové dokumentace a získání stavebního povolení se počítalo s převedením projektu pod investiční odbor magistrátu města, který by koordinoval investiční a realizační fázi projektu. Studio Bjarke Ingels Group si jako generálního projektanta a lokálního architekta zvolila českou společnost AFRY CZ. Akustiku sálů dostal na starosti japonský ateliér Nagata Acoustics.
V červnu 2023 proběhlo jednání vedení Prahy s ministrem kultury Martinem Baxou o podílu státu na výstavbě. V té době se očekávalo dokončení podrobné architektonické studie do podzimu téhož roku s náklady na celkovou přípravu projektové dokumentace ve výši jedné miliardy a předběžně odhadovanou cenou stavby 9,4 miliardy korun (tato částka figurovala již v dokumentu schváleném radou města v červnu předchozího roku). Další asi tři miliardy měly podle odhadů stát další úpravy okolí jako úpravy nábřeží, vestibulu metra nebo dopravní řešení. Kromě státního příspěvku vedení města uvažovalo i o zapojení soukromých investorů. V srpnu 2023 projektanti hlásili 60% rozpracovanost projektu.
V lednu 2024 představilo studio BIG podrobnou a dopracovanou studii budova Vltavské filharmonie. Na základě připomínek se oproti původnímu návrhu vyskytlo více zelených ploch a významně bylo posíleno spojení s řekou Vltavou. Došlo k úpravě akustiky hlavního i malého sálu, přibyl druhý balkon v multifunkčním sále, stejně tak eskalátory vedoucí na střechu. Drobné změny se týkaly i foyer, zkušebny, restaurace a bistra.
Zakázku na projektový management stavby získaly firmy Delta Projektconsult, JE Group a FETTERS Management.